# Maltit
Maltit je vnaprej pripravljeni zidarski cement, visokega trdnostnega razreda. Uporablja se v gradbeništvu za zidanje in ometavanje. 
Priprava malte je zelo hitra in enostavna.
Standard Maltita: SIST EN 413-1 
Sestava:
- minimalno 25 % portlandskega cementnega klinkerja,
- maximalno 70% mešanega mineralnega dodatka,
- regulator vezanja - sadra,
- kemični dodatki za aeriranje.

Lastnosti:
- Vsebnost sulfata (kot SO3)
- Tlačna trdnost 28 dni